# مینامی‌اوسومی، کاگوشیما
می‌نامی‌اوسومی، کاگوشیما (به لاتین: Minamiōsumi, Kagoshima) یک منطقهٔ مسکونی در ژاپن است که در استان کاگوشیما واقع شده‌است. می‌نامی‌اوسومی  ۹٬۸۹۷ نفر جمعیت دارد.